# La Cathédrale verte
La Cathédrale verte (en néerlandais : De Groene Kathedraal) est une plantation artistique de peupliers d'Italie (Populus nigra italica) située près d'Almere, aux Pays-Bas et conçue par l'artiste Marinus Boezem qui imite la taille et la forme de la cathédrale Notre-Dame de Reims. La Cathédrale verte mesure 150 m de longueur pour 75 m de largeur, et les peupliers matures mesurent environ 30 mètres de hauteur.
Ce projet de land art est installé en avril 1987 sur un terrain de polder ; 178 arbres sont plantés sur une butte, à un demi-mètre au-dessus de la zone environnante. Au cours des années suivantes, certains arbres sont remplacés en raison des dommages causés par les cerfs et de la pierre est posée au sol pour faire écho aux nervures transversales et aux poutres de soutien de la cathédrale.
Tout juste à proximité, une clairière a été aussi crée plus tard qui reprend exactement l'empreinte de la cathédrale.

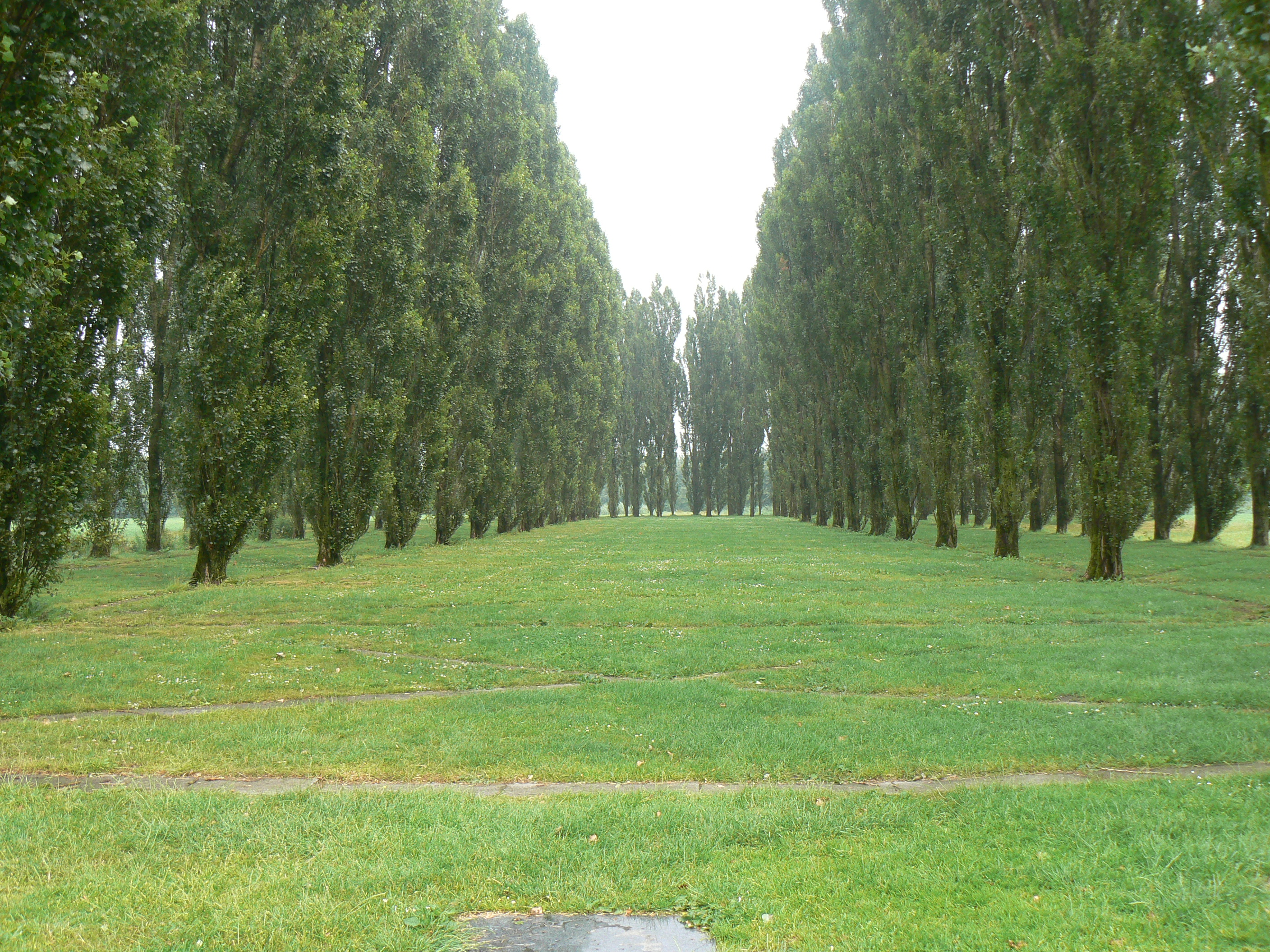
La nef en 2009
Le plan de la cathédrale de Reims
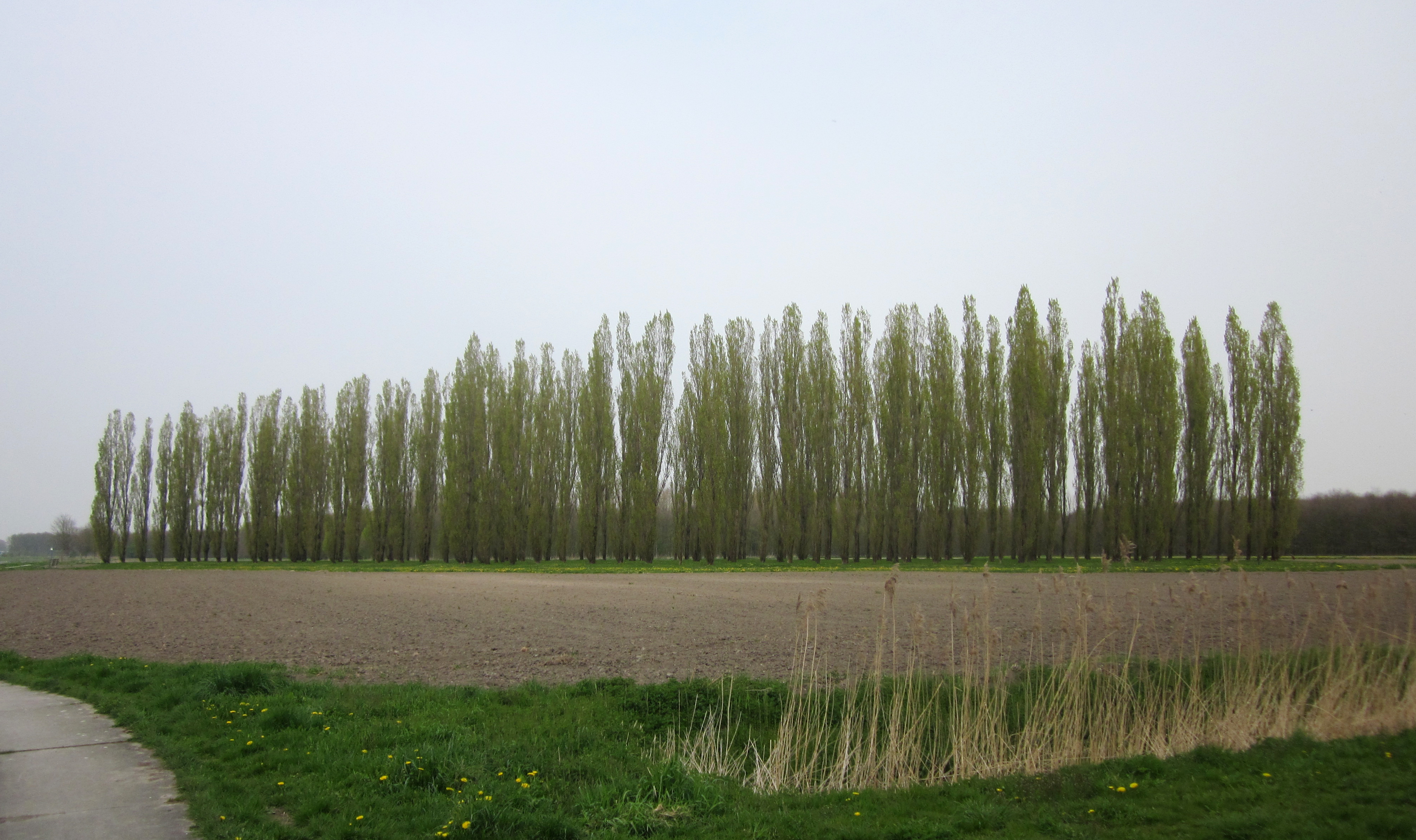
Vue depuis la chemin en 2011
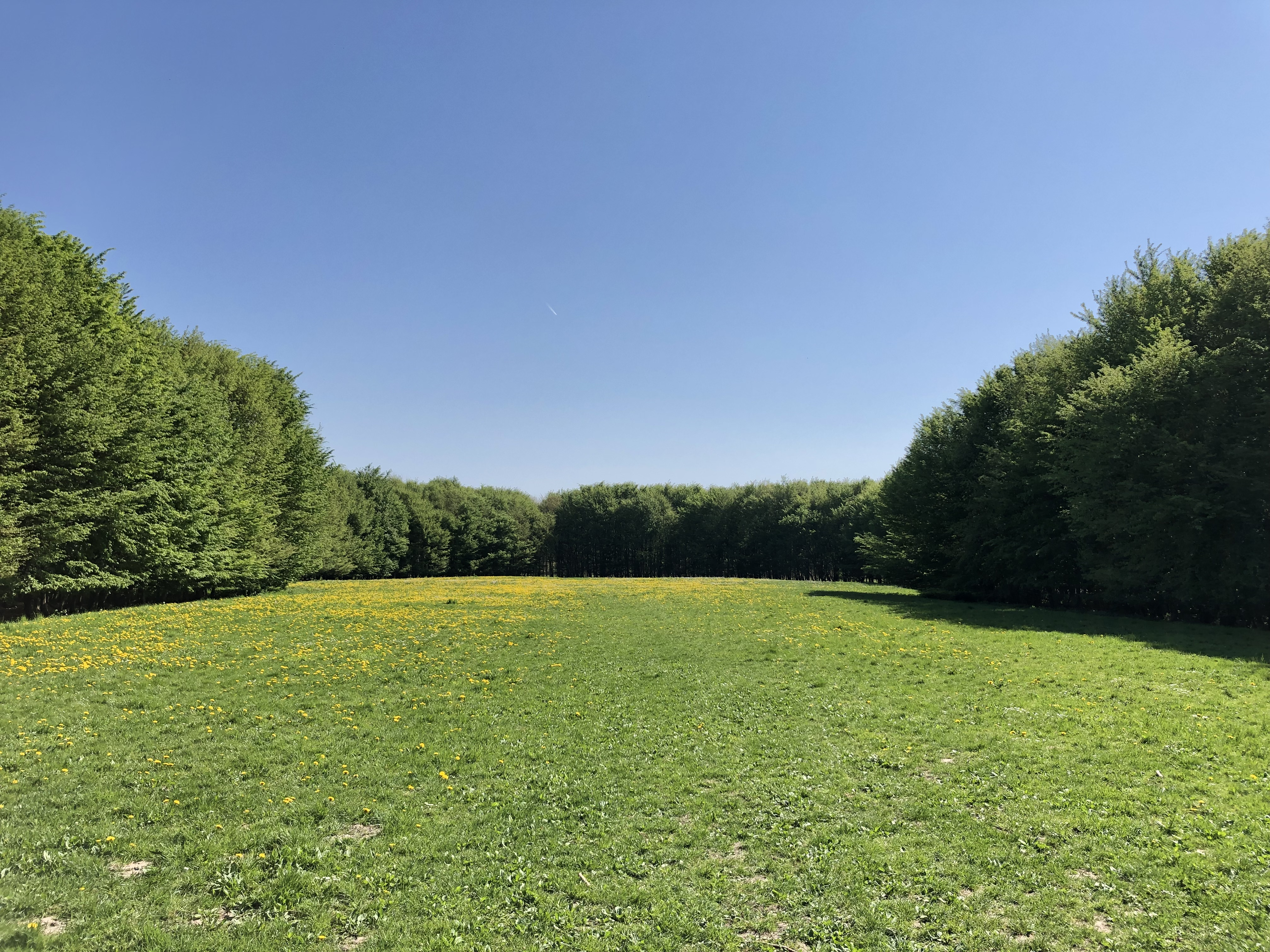
La cathédrale « clairière »